# Dovje
Dovje – wieś w Słowenii, w gminie Kranjska Gora. W 2018 roku liczyła 620 mieszkańców.